# Lord justicia de Irlanda

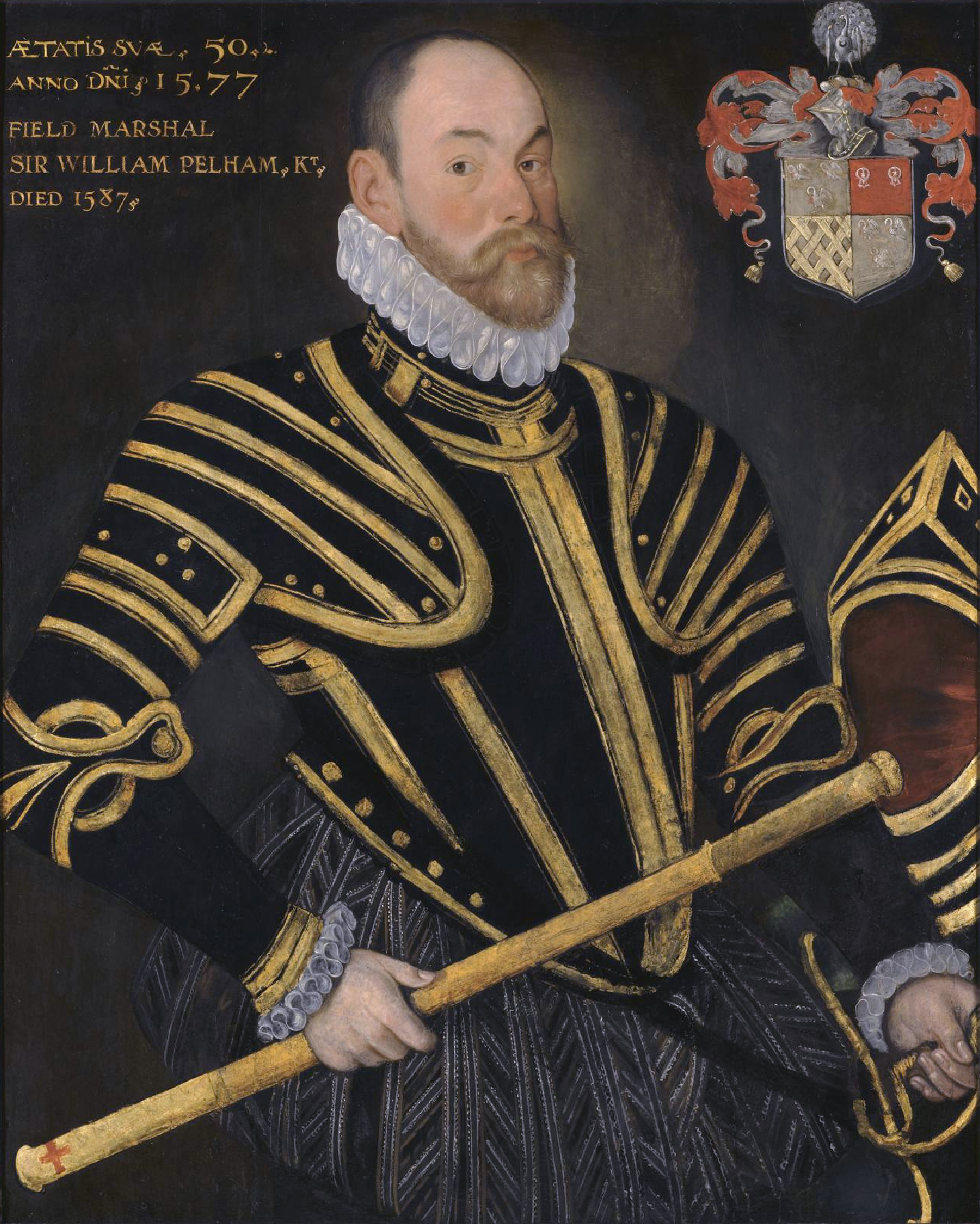
Lord William Pelham, Lord Justicia de Irlanda

El lord justicia de Irlanda era un antiguo cargo sénior en el gobierno de Irlanda, desempeñado por numerosos personajes importantes, como los condes de Kildare.
En las centurias posteriores, los lores justicias fueron tres funcionarios del Reino de Irlanda que, en ausencia del Lord Teniente de Irlanda, cumplían los deberes sociales y políticos del Virrey como cabeza del ejecutivo irlandés.
Los titulares de los cargos eran, habitualmente:
- El primado de la Iglesia de Irlanda, el Arzobispo de Armagh,
- El Lord Canciller de Irlanda,
- El portavoz de la Cámara irlandesa de los Comunes.

Entre sus deberes estaba el dar la bienvenida al Lord Teniente entrante cuando llegaba al puerto de Dublín, tras llegar desde Gran Bretaña para tomar posesión de su cargo.
La decisión en 1765 del gobierno de Gran Bretaña de requerir que el virrey residiera de forma permanente en Irlanda, en lugar de presidir las sesiones del parlamento, hizo innecesaria la presencia de los Lores Justicias, mientras que la abolición del Parlamento de Irlanda en 1800 significó la desaparición de portavoces de la Cámara de los Comunes para servir como Lord Justicia.

## Levantamiento de Pascua de 1916
Después del Alzamiento de Pascua de 1916, el Gobierno británico retiró al Lord teniente de Irlanda, Lord Wimborne, y el Secretario Jefe para Irlanda, Augustine Birrell, a Gran Bretaña. Ambos hombres habían sido responsables del gobierno civil de Irlanda y bajo estas circunstancias inusuales el Gobierno británico nombró Lores Justicias el 11 de julio para sustituirlos en el ejercicio de sus cargos; sin embargo, con la ley marcial en vigor, el general Sir John Maxwell fue realmente la persona responsable en gran medida del gobierno de Irlanda. Los Lores Justicia fueron Lord Castletown, Lord David Harrel, Richard Cherry (el Lord Justicia en Jefe de Irlanda), James Owen Wylie y Jonathan Pim (ambos Jueces del Tribunal Supremo de Judicatura de Irlanda). Los lores justicia cesaron en sus cargos tras el nombramiento de un nuevo Secretario Jefe, Henry Duque, el 31 de julio, mientras que lord Wimborne volvió a su cargo de lord teniente en los días posteriores.

## Lores justicia
| Nombre                                                           | En el cargo                                                          |
| ---------------------------------------------------------------- | -------------------------------------------------------------------- |
| Hugh de Lacy, señor de Meath                                     | 1172                                                                 |
| Hamo de Valois                                                   | 1197                                                                 |
| Siglo XIII                                                       |                                                                      |
| Gerald FitzMaurice, I Lord de Offaly (f. 1205)                   |                                                                      |
| Sir Edmond Butler                                                | 1215                                                                 |
| Maurice FitzGerald, II lord de Offaly                            | 1229-c. 1248                                                         |
| Stephen de Longuespee (f. 1260)                                  | 1260                                                                 |
| David O'Barry, 1. º vizconde de Buttevant (f. 1278)              | 1267                                                                 |
| Sir James Audley (f. 23 de junio de 1272)                        | 1272                                                                 |
| Maurice FitzGerald, III lord de Offaly (f. 1286)                 | Julio 1272-1273                                                      |
| William de Vescy (12 de septiembre de 1290-1294)                 |                                                                      |
| Thomas FitzMaurice Fitzgerald, lord Offaly (f. 1296)             | Abril a octubre de 1295                                              |
| John Logan                                                       | 18 de octubre de 1295-                                               |
| Siglo XIV                                                        |                                                                      |
| Sir Maurice Rochfort                                             | 1302                                                                 |
| Roger Mortimer, I conde de March (1287-1330)                     |                                                                      |
| Thomas FitzGerald, II conde de Kildare (f. 1328)                 | 1320-1328                                                            |
| Sir John Darcy                                                   | 1329-1335                                                            |
| Maurice FitzGerald, I conde de Desmond (f. enero de 1356)        | Julio de 1355-enero de 1356                                          |
| James Butler, II conde de Ormond (1331-18 de octubre de 1382)    | 1359, 1364 y 1376                                                    |
| Maurice FitzGerald, IV conde de Kildare (1318-1390)              | 1360                                                                 |
| Gerald FitzGerald, III conde de Desmond (f. 1397)                | 1367-                                                                |
| Siglo XV                                                         |                                                                      |
| Thomas FitzGerald, VII conde de Kildare                          | 1454, 1461-1470                                                      |
| Siglo XVI                                                        |                                                                      |
| William Brabazon (f. 9 de julio de 1552)                         | 1 de octubre de 1543-?, 1 de abril de 1546-?, 2 de febrero de 1549-? |
| Sir Francis Bryan, Caballero-Mariscal, (f. 2 de febrero de 1549) | 1549                                                                 |
| Sir Thomas Cusack, canciller de señor de Irlanda                 | 1552                                                                 |
| Gerald Aylmer                                                    | 1552                                                                 |
| Hugh Curwen, Arzobispo de Dublín                                 | 1557                                                                 |
| Sir William Drury                                                | 1578-1579                                                            |
| Sir Robert Gardiner                                              | 1578-1579                                                            |
| Sir Henry Wallop                                                 | 1582-1584                                                            |
| Adam Loftus, Arzobispo de Dublín                                 | 1582-1584                                                            |
| Siglo XVII                                                       |                                                                      |
| Thomas Jones, Arzobispo de Dublín                                | 1613, 1615                                                           |
| Richard Boyle, conde de Cork                                     | 1629                                                                 |
| Sir William Parsons, 1.º baronet                                 | 1640-1643                                                            |
| Thomas Dillon, vizconde Dillon                                   | 1640                                                                 |
| Sir John Borlase                                                 | 1643-4                                                               |
| Sir Henry Tichborne                                              | 1643-4                                                               |
| Sir Maurice Eustace (lord canciller)                             | 1660-1662                                                            |
| Charles Coote, I conde de Mountrath                              | 1660-1662                                                            |
| Roger Boyle, conde de Orrery                                     | 1660-1662                                                            |
| Arthur Forbes, conde de Granard (1623-1695)                      | 1671, 1673 y 1685                                                    |
| Michael Boyle, arzobispo de Armagh                               | 1671, 1673 y 1685                                                    |
| Sir Richard Nagle (1636-1699)                                    | 1689                                                                 |
| Thomas Coningsby, conde Coningsby                                | 1690-1692                                                            |
| Henri de Massue, conde de Galway (1648-1720)                     | 1697-1701                                                            |
| Siglo XVIII                                                      |                                                                      |
| Constantine Phipps                                               | 1710                                                                 |
| Richard Ingoldsby                                                | 1709-1710                                                            |
| Robert Fitzgerald, 19. º conde de Kildare                        | 1714                                                                 |
| Señor de coronel Charles Feilding                                | 1714                                                                 |
| Mariscal de campo Richard Molesworth, 3.º viscount Molesworth    | 1736                                                                 |